# Tiden före nu
Tiden före nu är ett album utgivet 2005 av Tommy Nilsson.

## Låtförteckning
1. Vi brann
2. Amelia
3. Allt ditt hjärta är
4. Klockan är 12
5. En annan vind
6. Vill du ha sex med mig
7. God man
8. Det bästa av dig
9. Kärleken ropar ditt namn
10. Farväl

## Listplaceringar
| Lista (2005) | Topplacering |
| ------------ | ------------ |
| Sverige      | 2            |

### Fotnoter
1. ↑  Listplacering, läst 26 december 2013